# Zethus peculiaris
Zethus peculiaris är en stekelart som beskrevs av Fox 1899. Zethus peculiaris ingår i släktet Zethus och familjen Eumenidae. Inga underarter finns listade i Catalogue of Life.